# Edgar Álvarez
Edgard Anthony Álvarez Reyes (ur. 18 stycznia 1980 w Puerto Cortés) – piłkarz pochodzący z Hondurasu, występujący na pozycji prawego pomocnika. Od 2013 zawodnik klubu Platense.

## Kariera
W ojczyźnie grał w zespole Platense, z którego przeszedł do urugwajskiego CA Peñarol. W sezonie 2004/2005 był wypożyczony do Cagliari Calcio, a w sezonie 2005/2006 do AS Roma. Następnie Roma wykupiła całą jego kartę, by następnie wypożyczać go kolejno do takich drużyn jak FC Messina, AS Livorno Calcio, Pisa Calcio oraz AS Bari. W 2011 Álvarez przeszedł do US Palermo i stał się jego podstawowym zawodnikiem. W 2012 roku przeszedł do Dinama Bukareszt. W 2013 roku wrócił do Platense.